# Krivošein
Krivošein je priimek več oseb:
- Aleksander Vasiljevič Krivošein, ruski politik
- Semjon Mojsejevič Krivošein, sovjetski general